# Georg Kügel
Georg Kügel (* 7. November 1904 in Hirschaid; † 5. Juli 1979 ebenda) war ein deutscher Politiker der CSU.

## Geschichte
Kügel besuchte die Volksschule in Hirschaid, das Alte Gymnasium in Bamberg, das er mit der mittleren Reife verließ, und die Landwirtschaftsschule in Bamberg. 1934 übernahm er von seinen Eltern eine Landwirtschaft und einen Landhandelsbetrieb. Nach dem Krieg widmete er sich der Kommunalpolitik. So wurde er am 1. August 1945 vom Landrat Thomas Dehler zum ersten Bürgermeister seiner Heimatgemeinde berufen und übte dieses Amt – durch Wahlen mehrfach bestätigt – 27 Jahre aus. Später gehörte er auch dem Kreistag und Kreisausschuss des Landkreises Bamberg und von 1954 bis 1970 dem Bezirkstag und Bezirksausschuss von Oberfranken an. Am 8. April 1963 rückte er für den verstorbenen Alfons Kreußel in den Bayerischen Landtag nach, dem er bis zum Ende der Wahlperiode 1966 angehörte. In dieser Zeit war er Mitglied des Ausschusses für Eingaben und Beschwerden.